# Chai Bar Karmel
Koordinaten: 32° 44′ 59,8″ N, 34° 59′ 58,5″ O
Das Chai-Bar-Karmel-Naturschutzgebiet ist ein 6000 Dunam (600 Hektar) großer Wildpark mit Zucht- und Ansiedlungszentrum, das von der Israel Nature and Parks Authority verwaltet wird und im Karmel-Gebirge im Nordwesten Israels gelegen ist. Der Chai-Bar Karmel hat ein mediterranes Klima und bildet das Gegenstück zum Chai-Bar-Jotvata-Park, der in der Wüste liegt.
Bedrohte und im Land nicht mehr heimische Tiere, die in der Bibel erwähnt werden, werden hier für eine mögliche Wiederansiedlung in den mediterranen Wäldern von Nordisrael gezüchtet. 
Unter anderem:
- Mesopotamischer Damhirsch (Dama dama mesopotamica)
- Armenischer Mufflon (Ovis orientalis orientalis)
- Palästina-Berggazelle (Gazella gazella gazella)
- Reh (Capreolus capreolus coxi)
- Gänsegeier (Gyps fulvus)
- Seeadler (Haliaeetus albicilla)
- Kleinasiatischer Feuersalamander (Salamandra infraimmaculata)

## Mesopotamisches Damwild
Als die Behörde für Natur und Gärten beschloss, ausgestorbene Tierarten wieder im Lande heimisch zu machen, wählte sie für den Anfang das Mesopotamische Damwild. Es galt seit langem als gänzlich ausgestorben, bis man im südwestlichen Iran in den 1950er Jahren eine kleine Population entdeckte und einzelne Tiere einfing. Der Opel-Zoo erhielt 1956 ein Paar zur Zucht und konnte daraus junge Tiere zur Bestandspflege in den Iran geben. Der Opel-Zoo gab 1976 zwei Zuchtpaare und die Wildpflege im Iran weitere vier Weibchen – in einer aufwändigen und geheimen Operation zu Beginn der Islamischen Revolution 1978 mit auf den letzten Flug El Als aus Teheran – nach Israel.
Mit diesen Tieren begann der israelische Bestand, der zunächst im Biblischen Zoo Jerusalem auf Hunderte anwuchs. Mesopotamisches Damwild wurde 1996 am Kesiv erfolgreich ausgewildert, es folgten das Tal des Soreqs im Judäischen Bergland, dann Auswilderungen 2014 am Har Meron, gefolgt 2015 von Freilassungen im Karmelgebirge. In freier Wildbahn leben schätzungsweise 250–300 Individuen, in den Zuchtzentren des Wildparks Chai Bar Karmel und des Biblischen Zoos weitere 150 Stück. Damit ist die Wildpopulation in Israel die größte der Welt.